# Hogesnelheidslijn Tanger - Casablanca

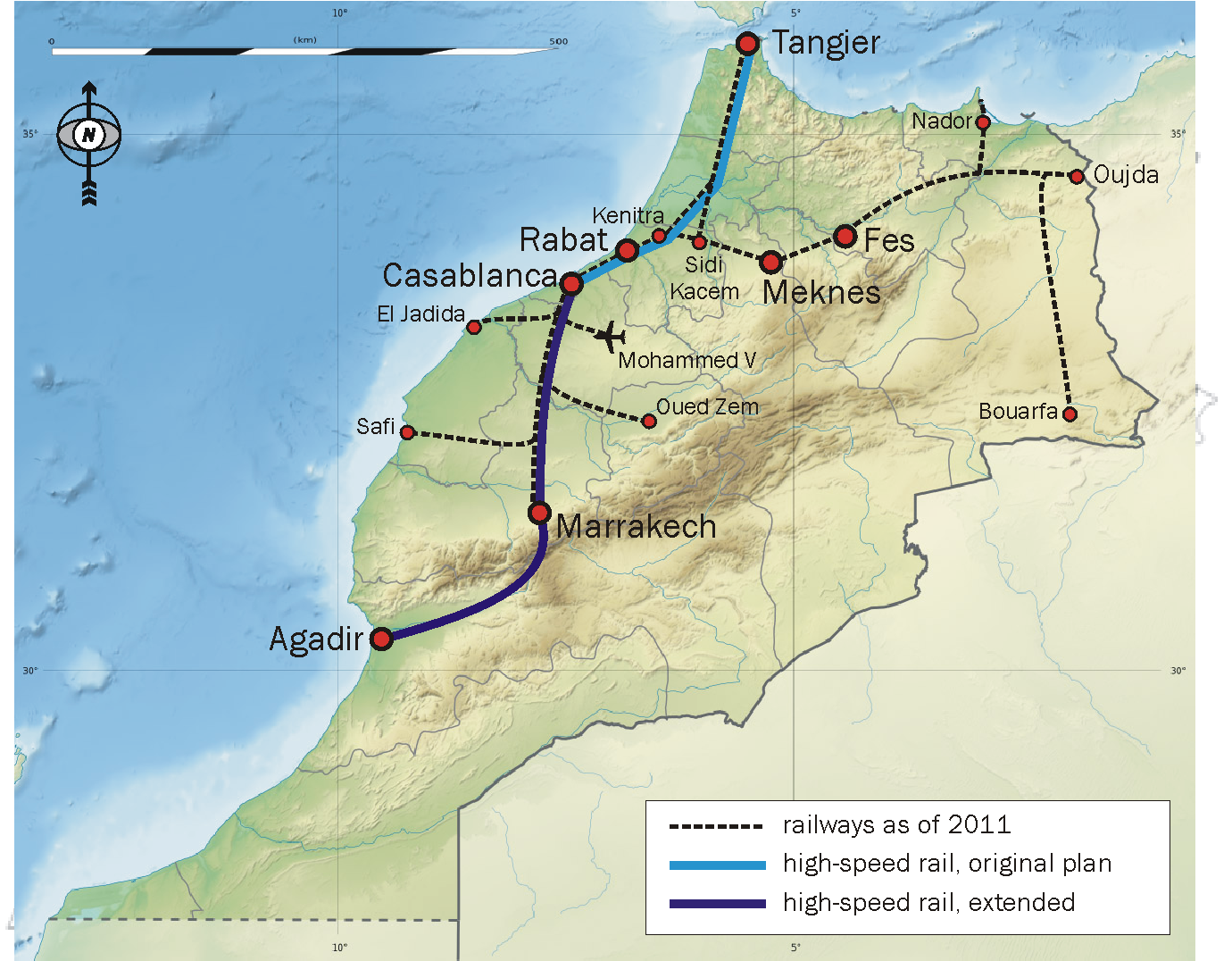
HSL Tanger-Casablanca (lichtblauw) en uitbreiding naar Marrakesh en Agadir (donkerblauw)

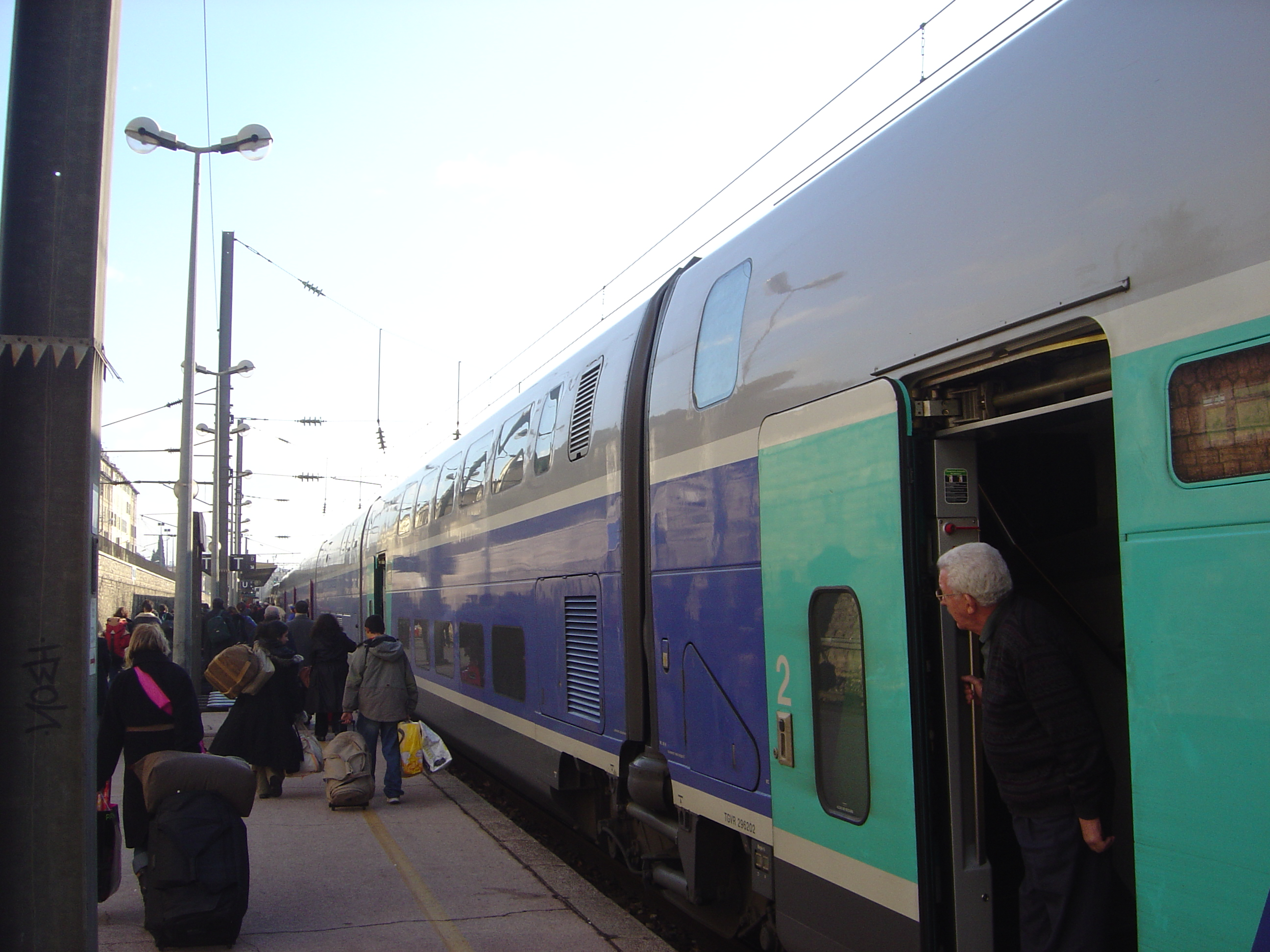
TGV-Duplextrein

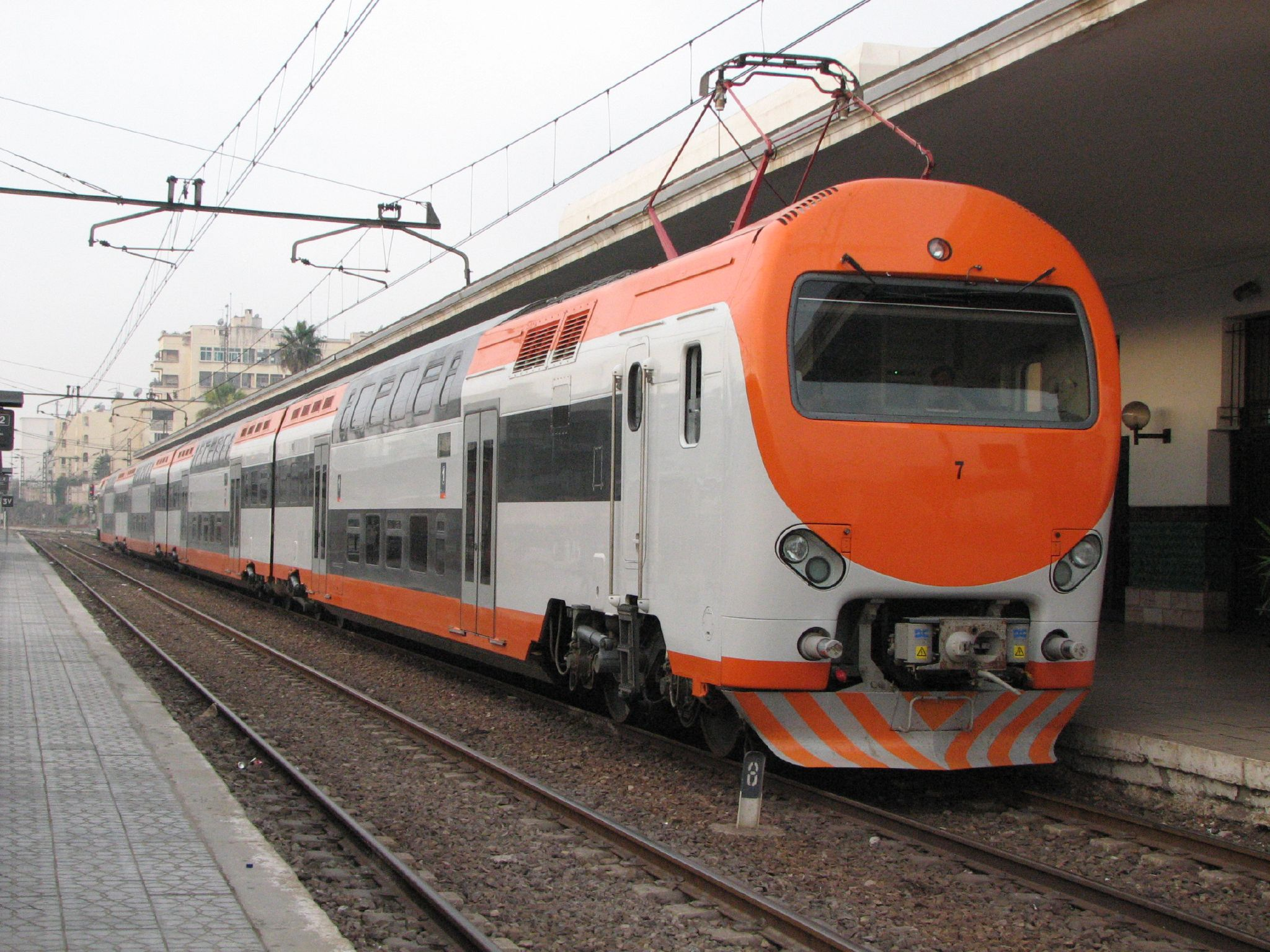
Dubbeldekker op het station van Casablanca

De hogesnelheidslijn  Tanger - Casablanca of Al Boraq, is een 323 kilometer lange hogesnelheidslijn  tussen Tanger en Casablanca in Marokko, geëxploiteerd door de Marokkaanse nationale spoorwegmaatschappij ONCF. De hogesnelheidsdienst, de eerste in zijn soort op het Afrikaanse continent, werd op 15 november 2018 ingehuldigd door koning Mohammed VI van Marokko, na meer dan tien jaar planning en bouw door ONCF. Aan hem wordt ook de naam van de treindienst, Al Boraq, toegeschreven, een naam die refereert naar Buraq. De lijn Tanger - Casablanca is de eerste fase van wat uiteindelijk een hogesnelheidsnet van 1500 kilometer in Marokko zal worden. 
Al Boraq-treinen rijden over een speciale hogesnelheidslijn met snelheden tot 320 km/h op de 186 km-sectie tussen Tanger en Kenitra. Hiervoor werd een nieuw aan te leggen traject gerealiseerd tussen september 2011 en oktober 2017 met een lengte van 200 km en een maximale snelheid van 350 km/uur.  Dit deel heeft normaalspoor, 25kV 50 Hz elektrificatie en wordt voorzien van ERTMS.
Vanuit Kenitra rijden treinen over een verbeterde hoofdlijn voor de laatste 137 km door de dichtstbevolkte corridor van Marokko via Rabat naar Casablanca. Van Kenitra naar Casablanca (140 km) maken de hogesnelheidstreinen gebruik van bestaand spoor met een toegestane maximumsnelheid van 160 km/uur. Dit gedeelte werd verbeterd tussen 2012 en 2018. De lijn wordt uitgebaat door de Marokkaanse nationale spoorwegmaatschappij ONCF.

## Financiering
De kosten van het gehele project worden geschat op zo'n 20 miljard dirham (± 1,8 miljard euro).

### Begrote inkomsten
- Marokkaanse overheid: 4,8 miljard dirham (± 430 miljoen euro)
- Europese en Franse bilaterale subsidie: 1,9 miljard dirham (± 170 miljoen euro)
- Leningen: 12,3 miljard dirham (± 1,1 miljard euro)

### Geschatte uitgaven
- Infrastructuur: 10 miljard dirham (± 900 miljoen euro)
- Signalisatie en andere spoorwegvoorzieningen: 5,6 miljard dirham (± 500 miljoen euro)
- Treinen: 4,4 miljard dirham (± 400 miljoen euro)

## Treinen
Voor de treinstellen werd op 10 december 2010 een contract ter waarde van 400 miljoen euro getekend tussen ONCF en het Franse Alstom voor de levering van 14 Alstom TGV-Duplextreinen geschikt voor een maximumsnelheid van 350 km/uur. Deze zullen op de HSL Tanger-Casablanca in commerciële dienst 320 km/h rijden. De totale reistijd wordt dan 2 uur en 10 minuten in plaats van de huidige 4 uur en 45 minuten. Na voltooiing is dit de eerste HSL op het Afrikaanse continent.